# Миливоје Перовић
Миливоје Перовић (Мала Браина, код Медвеђе, 5. октобар 1912 — Београд, 29. децембар 1975) био је књижевник и адвокат, учесник Народноослободилачке борбе и друштвено-политички радник НР Србије.

## Биографија
Рођен је 5. октобра 1912. у селу Мала Браина, код Медвеђе. Потицао је из многочлане породице Луке Перовића, пореклом из Цуца, на граници Црне Горе и Херцеговине, чија се породица у Горњу Јабланицу доселила након Берлинског конгреса, 1878. године. Након ослобођења ових крајева од Турака, у овде су се доселиле читаве фамилије и породице из разних крајева Књажевине Црне Горе. Миливојев отац Лука Перовић је у новом крају добио посао војника-граничара и настанио се у Малој Браини, где је добио земљу. Овде је изродио седморо деце — пет ћерки и двојицу синова Миливоја и Мирка.
Основну школу завршио је у Тулару, код Медвеђе, а гимназију је похађао у Гњилану, Приштини, Врању, Суботици и Лесковцу. Правни факултет завршио је у Београду 1937. године. Након студија се запослио као адвокатски приправник код лесковачког адвоката Саве Луковића. Упоредо са адвокатуром, бавио се и новинарством, па је био извештач листа Политика из Лесковца. Године 1940. докторирао је из области права.
У Лесковцу је извесно време био председник Народног универзитета и стални дописник Политике, а после је прешао у Београд, где се у потпуности посветио новинарству, активним радом у Политици. Бавио се и политиком и био је члан Демократске странке Љубомира Давидовића. Почетак Другог светског рата у Југославији, га је затекао у Београду, где је преживео шестоаприлско бомбардовање.
Након окупације вратио се у родни крај, где се повезао са Народноослободилачким покретом. Још са Универзитета је познавао неке комунисте коју су у Јабланици подизали устанак, па им се заједно са братом Мирком придружио. У току Народноослободилачког рата налазио се на разним дужностима, а између осталог је био и командант Четврте српске бригаде. Новембра 1943. изабран је за члана Окружног Народноослободилачког одбора за Јабланицу и Топлицу. У току 1944. примљен је у чланство Комунистичке партије Југославије.
Новембра 1944. демобилисан је у чину мајора и прешао је на политичке дужности. Био је већник Антифашистичке скупштине народног ослобођења Србије, а 18. новембра 1944. именован је за повереника за привреду при Председништву АСНОС-а. Када је 7. априла 1945. формирана Народна Влада Србије именован је за повереника индустрије и рударства.
Након завршетка рата, на кратко је пребачен у дипломатску службу и био најпре саветник амбасаде ФНРЈ у Лондону, а потом потпредседник Репарационе комисије. Потом се налазио се на разним друштвено-политичким дужностима. Био је директор Управе материјалних резерви, државни секретар за финансије и државни секретар за правосуђе Народне Републике Србије и уредник Радио Београда.
Године 1958. напустио је све државне функције и ишчланио се из Савеза комуниста Југославије, након чега се посветио адвокатури и писању. Као адвокат стекао је велики углед и важио за једног од најбољих југословенских адвоката. Био је бранилац на неким од највећих судских процеса у Југославији, а учествовао је и у судским процесима у иностранству. Посебно се истакао као бранилац новинара, који су били кривично гоњени због писања у штампи.
Умро је 29. децембра 1975. у Београду и сахрањен је у Алеји заслужних грађана на Новом гробљу.
Носилац је Партизанске споменице 1941. и других југословенских одликовања. Такође, био је добитник и многих награда и признања, међу којима је и Октобарска награда Лесковца.

## Књижевна дела
Написао је и објавио преко двадесет романа и хроника. Његов књижевни опус започео је 1952. књижевно-историографском књигом Хроника о Пустој Реци, а затим се развијао у два смера — историографском и белетристичком. Написао је три верзије књиге о Топличком устанку из 1917 —  прву 1954, другу 1959. и трећу 1971. којој је дао коначни назив Топлички устанак 1917. Такође, као историограф се истакао књигама Хроника о Ћићку из 1959. и Србија у НОБ - југ Србије, из 1962. године. Написао је и једну књигу приповедака и десет романа — први роман Големаши написао је 1955, а последњи Моравски летопис 1976. године.
Дела Миливоја Перовића:
- Долином Јужне Мораве, 1952. година
- Хроника о Пустој Реци, 1951. година
- Устанак на југу Србије 1917, 1954. година
- Големаши, роман из 1955. године
- Бели квадрати, роман из 1957. године
- Топлички устанак, 1956. година
- Бели квадрати, роман из 1957. године
- Поред Мораве, збирка приповедака из 1958. године
- Седам ока земље, роман из 1959. године
- Хроника о Ћићку, 1959. година
- Србија у НОБ - јужна Србија, 1962. година
- Планина Влајина, роман из 1962. године
- Вуци из Жуте Реке, збирка приповедака из 1964. године
- Град на Морави, роман из 1965. године
- Четири Мујове војске, роман из 1966. године
- Дан осми, роман из 1968. године
- Последњем броду, роман из 1971. године
- Топлички устанак 1917, 1971. година
- Моравски летопис, роман из 1976. године